# Tricimba longigena
Tricimba longigena är en tvåvingeart som beskrevs av Ismay 1993. Tricimba longigena ingår i släktet Tricimba och familjen fritflugor. Inga underarter finns listade i Catalogue of Life.